# غارو (فلم)
«غارو»  فلم مهم للمخرج السينمائي  الأرمني اللبناني غاري غرابيديان أخرجه عام 1965 ويحكي قصة حياة القبضاي الأرمني اللبناني المعروف بـ "غارو"، والذي مات أثناء مطاردته من قبل عناصر الأمن العام اللبناني.
شارك في التمثيل عدد مهم من الممثلين المشهورين مثل محمود سعيد، جوزيف نانو، سميرة بارودي، نادية جمال وأنطوان كرباج.